# Begraafplaats van Beuvry
De Begraafplaats van Beuvry is een gemeentelijke begraafplaats in de Franse gemeente Beuvry in het departement Pas-de-Calais. De begraafplaats ligt aan de Rue Edouard Vaillant in het dorpscentrum, zo'n 150 meter ten noordwesten van de Église Saint-Martin. Ze wordt omgeven door een bakstenen muur en een afsluiting met metalen tralies. Er is ook nog een tweede toegang in de Rue Sadi Carnot.

## Britse oorlogsgraven
Op de begraafplaats bevinden zich verschillende Britse oorlogsgraven van gesneuvelden uit de Eerste en Tweede Wereldoorlog. De graven liggen verspreid, geïsoleerd of in kleine perkjes, en worden onderhouden door de Commonwealth War Graves Commission. 
Er bevinden zich in totaal 70 Commonwealth graven uit de Eerste Wereldoorlog, waaronder 1 niet geïdentificeerde, en 34 uit de Tweede Wereldoorlog, waaronder 2 niet geïdentificeerde. Onder de geïdentificeerde doden zijn er 94 Britten (5 dienden in Indische regimenten) en 7 Canadezen.
De graven zijn in de CWGC-registers opgenomen als Beuvry Communal Cemetery.

### Geschiedenis
Beuvry was tijdens de hele Eerste Wereldoorlog in Britse handen, ook tijdens het Duitse lenteoffensief van 1918. De begraafplaats werd door Britse eenheden en veldhospitalen gebruikt van november 1914 tot augustus 1916. In maart 1916 openden de Britten ook een extensie (uitbreiding) naast de gemeentelijke begraafplaats, de Beuvry Communal Cemetery Extension, die ze gedurende de rest van de oorlog zouden gebruiken. Ook in de Tweede Wereldoorlog werden gesneuvelde Britten op de gemeentelijke begraafplaats begraven.

### Onderscheiden militairen
- Harold Fisher, kapitein bij het Manchester Regiment werd onderscheiden met de Distinguished Service Order (DSO).
- Charles Campbell Winchester, majoor bij de Royal Scots en David McCarthy, luitenant bij het The King's (Liverpool Regiment) werden onderscheiden met het Military Cross (MC).